# Инглот, Доминик
До́миник И́нглот (англ. Dominic Inglot; 6 марта 1986, Лондон, Великобритания) — британский профессиональный теннисист; победитель 14 турниров ATP в парном разряде. Обладатель Кубка Дэвиса 2015.

## Общая биография
Доминик Инглот родился 6 марта 1986 года в Лондоне в семье Андрея и Элизабет Инглотов. Отец — в прошлом профессиональный футболист, игравший за несколько английских и польских клубов.
Доминик начал заниматься теннисом с 8 лет. Помимо тенниса британец занимался в волейболом, в школьные годы был капитаном сборной Лондона в своём возрасте.
В 2004 году Доминик Инглот выступил в качестве теннисиста-дублёра актёра Пола Беттани во время съёмок фильма «Уимблдон».
В 2006—2008 годах Инглот учился по теннисной стипендии в университете Виргинии, параллельно играя в NCAA. В какой-то момент он стал второй ракеткой местного парного рейтинга.

## Спортивная карьера
Инглот специализировался на играх в парном разряде. В 2009 году он выиграл первые титулы на турнирах из цикла «фьючерс». В июне 2010 года дебютировал в Мировом туре ATP, сыграв на турнире в Лондоне в паре с Крисом Итоном. В том же месяце Инглот в дуэте с Итоном впервые выступил на турнире серии Большого шлема, дойдя до третьего раунда парных соревнований Уимблдонского турнира. В августе того же года Доминик Инглот в альянсе с Третом Конрадом Хьюи завоевал свои первые титулы на турнирах серии «челленджер» — в Ванкувере и Бингемтоне. В апреле 2012 года Инглот вышел в первый финал АТП, сыграв в нём совместно с Хьюи на турнире в Хьюстоне. В августе на хардовом турнире в Вашингтоне они смогли выиграть свой первый совместный титул в Мировом туре. В октябре Инглот и Хьюи сыграли в финале турнира в Базеле.
Следующего финала АТП Инглот и Хьюи достигли в мае 2013 года на турнире в Дюссельдорфе, а в августе их дуэт вышел в финал в Уинстон-Сейлеме. На Открытом чемпионате США они впервые вышли в четвертьфинал Большого шлема. В сентябре британец в партнёрстве с Денисом Истоминым вышел в финал турнира в Санкт-Петербурге. В октябре Инглот и Хьюи завоевали второй в сезоне парный приз АТП на турнире в Базеле.
На Открытом чемпионате Австралии 2014 года Инглот и Хьюи вышли в четвертьфинал парных соревнований. В феврале Инглот впервые выступил сборную Великобритании в отборочном раунде розыгрыша Кубка Дэвиса. В апреле Инглот смог войти в топ-20 парного рейтинга. В июне с Хьюи он выиграл соревнования в Истборне. В начале сезона 2015 года Инглот начал выступать в паре с румыном Флорином Мерджой. В январе их пара смогла выйти в финал на турнире в Окленде. На Открытом чемпионате Австралии они прошли в 1/4 финала. В феврале Инглот и Мерджа вышли в финал турнира в Монпелье. В августе в дуэте со шведом Робертом Линдстедтом он смог выиграть титул на турнире в Уинстон-Сейлеме. На Открытом чемпионате США их пара смогла дойти до полуфинала, где они уступили итоговым победителям турнира Николя Маю и Пьер-Югу Эрберу.
В июне 2016 года Инглот в команде с Равеном Класеном достиг финала в Хертогенбосе. В июне британец выиграл турнир в Ноттингеме в паре с «ветераном» Мирового тура Даниэлем Нестором. В августе в возрасте 30 лет Доминик Инглот впервые сыграл на Олимпийских играх, которые проводились в том году в Рио-де-Жанейро. Выступив с Колином Флемингом он проиграл уже на старте турнира. В сентябре с финским теннисистом Хенри Континеном Инглот смог выиграть зальный турнир в Санкт-Петербурге. В феврале 2017 года с Робином Хасе он достиг финала в Марселе. В апреле с хорватом Мате Павичем победил на грунтовом турнире в Марракеше.
С концовки сезона 2017 года партнёром Инглота стал новозеландец Маркус Даниэлл. С ним на Открытом чемпионате Австралии в 2018 года удалось дойти до четвертьфинала, где их пара уступила Оливеру Мараху из Австрии — Мате Павичу из Хорватии. Сотрудничество Даниэлл и Инглота продлилось до апреля и принесло выход в один финал — на турнире в Марселе. В конце апреля удалось выиграть первый трофей в сезоне, когда он победил в паре с Франко Шкугором на турнире в Будапеште. Через неделю Инглот выиграл второй титул подряд, завоевав его на турнире в Стамбуле в команде с Робертом Линдстедтом. Третий титул в сезоне был выигран в июне вновь в со Шкугором. Им удалось стать чемпионами на травяном турнире в Хертогенбосе. Уимблдонский турнир Инглот и Шкугор провели хорошо и смогли доиграть до полуфинала. В октябре Инглот и Шкугор выиграли ещё один титул на зальном турнире в Базеле. Неплохо проведенный сезон, позволил Доминику закончить год в топ-20 парного рейтинга.
В 2019 году Инглот и Шкугор продолжили выступать вместе, однако сильных результатов они не показывали и с началом грунтового отрезка сезона в апреле Инглот играл уже в паре с Роханом Бопанной, однако и их сотрудничество успеха не принесло. В июне Инглот вновь сменил партнёра на американца Остина Крайчека и уже на первом совместном турнире в Хертогенбосе они взяли главный приз. В июле они одержали ещё одну совместную победу, став чемпионами на турнире в Атланте.
В 2020 году новым напарником Инглота стал опытный Айсам-уль-Хак Куреши из Пакистана. Их пара смогла в феврале выиграть трофей на турнире в Нью-Йорке. В 2021 году наиболее часто выступал с соотечественником Люком Бэмбриджом и их пара смогла один раз доиграть до финала — в начале мая на турнире в Кашкайше.
Последний турнир сыграл в январе 2022 года (Открытый чемпионат Австралии). В марте того же года объявил о завершение карьеры.

## Рейтинг на конец года
| Год  | Одиночный рейтинг | Парный рейтинг |
| 2021 |                   | 60             |
| 2020 |                   | 60             |
| 2019 |                   | 60             |
| 2018 |                   | 20             |
| 2017 |                   | 51             |
| 2016 |                   | 43             |
| 2015 |                   | 23             |
| 2014 |                   | 48             |
| 2013 | 951               | 28             |
| 2012 | 892               | 40             |
| 2011 |                   | 540            |
| 2010 | 708               | 116            |
| 2009 | 737               | 314            |
| 2005 | 1 263             | 1 313          |
| 2004 | 1 463             | 1 349          |

## Выступления на турнирах

### Финалы турнировATPв парном разряде (27)

#### Победы (14)
| Легенда                     |
| --------------------------- |
| Турниры Большого шлема (0)* |
| Итоговый турнир ATP (0)     |
| Мастерс (0)                 |
| АТР 500 (0+3)               |
| АТР 250 (0+11)              |

| Титулы по покрытиям | Титулы по месту проведения матчей турнира |
| ------------------- | ----------------------------------------- |
| Хард (0+7)*         | Зал (0+4)                                 |
| Грунт (0+3)         | Зал (0+4)                                 |
| Трава (0+4)         | Открытый воздух (0+10)                    |
| Ковёр (0)           | Открытый воздух (0+10)                    |

* количество побед в одиночном разряде + количество побед в парном разряде.
| №   | Дата             | Турнир                      | Покрытие   | Партнёр              | Соперники в финале              | Счёт                 |
| 1.  | 5 августа 2012   | Вашингтон, США              | Хард       | Трет Конрад Хьюи     | Кевин Андерсон Сэм Куэрри       | 7-6(7) 6-7(9) [10-5] |
| 2.  | 27 октября 2013  | Базель, Швейцария           | Хард (зал) | Трет Конрад Хьюи     | Оливер Марах Юлиан Ноул         | 6-3 3-6 [10-4]       |
| 3.  | 21 июня 2014     | Истборн, Великобритания     | Трава      | Трет Конрад Хьюи     | Александр Пейя Бруно Соарес     | 7-5 5-7 [10-8]       |
| 4.  | 29 августа 2015  | Уинстон-Сейлем, США         | Хард       | Роберт Линдстедт     | Эрик Буторак Скотт Липски       | 6-2 6-4              |
| 5.  | 25 июня 2016     | Ноттингем, Великобритания   | Трава      | Даниэль Нестор       | Иван Додиг Марсело Мело         | 7-5 7-6(4)           |
| 6.  | 25 сентября 2016 | Санкт-Петербург, Россия     | Хард (зал) | Хенри Континен       | Андре Бегеман Леандер Паес      | 4-6 6-3 [12-10]      |
| 7.  | 15 апреля 2017   | Марракеш, Марокко           | Грунт      | Мате Павич           | Марсель Гранольерс Марк Лопес   | 6-4 2-6 [11-9]       |
| 8.  | 29 апреля 2018   | Будапешт, Венгрия           | Грунт      | Франко Шкугор        | Матве Мидделкоп Андрес Мольтени | 6-7(8) 6-1 [10-8]    |
| 9.  | 6 мая 2018       | Стамбул, Турция             | Грунт      | Роберт Линдстедт     | Бен Маклахлан Николас Монро     | 3-6 6-3 [10-8]       |
| 10. | 16 июня 2018     | Хертогенбос, Нидерланды     | Трава      | Франко Шкугор        | Майкл Винус Равен Класен        | 7-6(3) 7-5           |
| 11. | 28 октября 2018  | Базель, Швейцария (2)       | Хард (зал) | Франко Шкугор        | Александр Зверев Миша Зверев    | 6-2 7-5              |
| 12. | 15 июня 2019     | Хертогенбос, Нидерланды (2) | Трава      | Остин Крайчек        | Маркус Даниэлл Уэсли Колхоф     | 6-4 4-6 [10-4]       |
| 13. | 28 июля 2019     | Атланта, США                | Хард       | Остин Крайчек        | Боб Брайан Майк Брайан          | 6-4 6-7(5) [11-9]    |
| 14. | 16 февраля 2020  | Нью-Йорк, США               | Хард (зал) | Айсам-уль-Хак Куреши | Стив Джонсон Райли Опелка       | 7-6(5) 7-6(6)        |

#### Поражения (13)
| №   | Дата             | Турнир                  | Покрытие   | Партнёр              | Соперники в финале              | Счёт              |
| 1.  | 15 апреля 2012   | Хьюстон, США            | Грунт      | Трет Конрад Хьюи     | Джеймс Блейк Сэм Куэрри         | 6-7(14) 4-6       |
| 2.  | 28 октября 2012  | Базель, Швейцария       | Хард (зал) | Трет Конрад Хьюи     | Ненад Зимонич Даниэль Нестор    | 5-7 7-6(4) [5-10] |
| 3.  | 25 мая 2013      | Дюссельдорф, Германия   | Грунт      | Трет Конрад Хьюи     | Андре Бегеман Мартин Эммрих     | 5-7 2-6           |
| 4.  | 24 августа 2013  | Уинстон-Сейлем, США     | Хард       | Трет Конрад Хьюи     | Даниэль Нестор Леандер Паес     | 6-7(10) 5-7       |
| 5.  | 22 сентября 2013 | Санкт-Петербург, Россия | Хард (зал) | Денис Истомин        | Фернандо Вердаско Давид Марреро | 6-7(6) 3-6        |
| 6.  | 17 января 2015   | Окленд, Новая Зеландия  | Хард       | Флорин Мерджа        | Равен Класен Леандер Паес       | 6-7(1) 4-6        |
| 7.  | 8 февраля 2015   | Монпелье, Франция       | Хард (зал) | Флорин Мерджа        | Маркус Даниэлл Артём Ситак      | 6-3 4-6 [14-16]   |
| 8.  | 11 июня 2016     | Хертогенбос, Нидерланды | Трава      | Равен Класен         | Майкл Винус Мате Павич          | 6-3 3-6 [9-11]    |
| 9.  | 26 февраля 2017  | Марсель, Франция        | Хард (зал) | Робин Хасе           | Жюльен Беннето Николя Маю       | 4-6 7-6(9) [5-10] |
| 10. | 25 февраля 2018  | Марсель, Франция (2)    | Хард (зал) | Маркус Даниэлл       | Майкл Винус Равен Класен        | 7-6(2) 3-6 [4-10] |
| 11. | 3 августа 2019   | Кабо-Сан-Лукас, Мексика | Хард       | Остин Крайчек        | Ромен Арнеодо Юго Нис           | 5-7 7-5 [14-16]   |
| 12. | 9 февраля 2020   | Монпелье, Франция (2)   | Хард (зал) | Айсам-уль-Хак Куреши | Мате Павич Никола Чачич         | 4-6 7-6(4) [4-10] |
| 13. | 2 мая 2021       | Кашкайш, Португалия     | Грунт      | Люк Бэмбридж         | Юго Нис Тим Пюц                 | 5-7 6-3 [3-10]    |

### Финалы челленджеров и фьючерсов в парном разряде (23)

#### Победы (18)
| Условные обозначения |
| Челленджеры (0+6)*   |
| Фьючерсы (0+12)      |

| Титулы по покрытиям | Титулы по месту проведения матчей турнира |
| ------------------- | ----------------------------------------- |
| Хард (0+14)*        | Зал (0+9)                                 |
| Грунт (0+1)         | Зал (0+9)                                 |
| Трава (0+1)         | Открытый воздух (0+9)                     |
| Ковёр (0+2)         | Открытый воздух (0+9)                     |

* количество побед в одиночном разряде + количество побед в парном разряде.
| №   | Дата             | Турнир                        | Покрытие    | Партнёр          | Соперники в финале               | Счёт               |
| 1.  | 8 августа 2009   | Оттершо, Великобритания       | Хард        | Тим Брэдшоу      | Джейми Бейкер Крис Итон          | 4-6 7-6(2) [10-3]  |
| 2.  | 13 сентября 2009 | Рексем, Великобритания        | Хард        | Крис Итон        | Эндрю Андерсон Колин О’Брайен    | 3-6 6-3 [10-6]     |
| 3.  | 20 сентября 2009 | Ноттингем, Великобритания     | Хард        | Крис Итон        | Джошуа Гудолл Мэттью Иллингворт  | 6-3 6-4            |
| 4.  | 4 октября 2009   | Хамбах, Германия              | Ковёр (зал) | Макс Джонс       | Кевин Деден Пирмин Хенле         | 6-4 7-6(5)         |
| 5.  | 11 октября 2009  | Лаймен, Германия              | Хард (зал)  | Макс Джонс       | Тобиас Кляйн Хольгер Фишер       | 6-3 6-1            |
| 6.  | 25 октября 2009  | Глазго, Великобритания        | Хард (зал)  | Крис Итон        | Владимир Игнатик Даниэль Кокс    | 6-0 7-6(5)         |
| 7.  | 17 января 2010   | Глазго, Великобритания        | Хард (зал)  | Крис Итон        | Александр Ренар Оливье Шарруа    | 4-6 6-3 [10-2]     |
| 8.  | 28 февраля 2010  | Сараево, Босния и Герцеговина | Ковёр (зал) | Крис Итон        | Джеймс Макги Колин О’Брайен      | Без игры           |
| 9.  | 8 августа 2010   | Ванкувер, Канада              | Хард        | Трет Конрад Хьюи | Джесси Левайн Райан Харрисон     | 6-4 7-5            |
| 10. | 15 августа 2010  | Бингемтон, США                | Хард        | Трет Конрад Хьюи | Скотт Липски Дэвид Мартин        | 5-7 7-6(2) [10-8]  |
| 11. | 30 октября 2010  | Кардифф, Великобритания       | Хард (зал)  | Джошуа Гудолл    | Хенри Континен Тимо Ниеминен     | 6-1 6-2            |
| 12. | 6 ноября 2011    | Шарлотсвилл, США              | Хард (зал)  | Трет Конрад Хьюи | Равен Класен Джон-Пол Фруттеро   | 4-6 6-3 [10-7]     |
| 13. | 15 января 2012   | Глазго, Великобритания        | Хард (зал)  | Крис Итон        | Дэвид Райс Шон Торнли            | 7-5 6-2            |
| 14. | 22 января 2012   | Шеффилд, Великобритания       | Хард (зал)  | Крис Итон        | Дэвид Райс Шон Торнли            | 6-3 7-5            |
| 15. | 12 февраля 2012  | Даллас, США                   | Хард (зал)  | Крис Итон        | Николас Монро Джек Сок           | 6-7(6) 6-4 [19-17] |
| 16. | 11 марта 2012    | Типтон, Великобритания        | Хард (зал)  | Крис Итон        | Дэвид Райс Шон Торнли            | 6-3 6-4            |
| 17. | 10 июня 2012     | Ноттингем, Великобритания     | Трава       | Трет Конрад Хьюи | Джонатан Маррей Фредерик Нильсен | 6-4 6-7(9) [10-8]  |
| 18. | 4 апреля 2021    | Марбелья, Испания             | Грунт       | Мэтт Рид         | Ромен Арнеодо Юго Нис            | 1-6 6-3 [10-6]     |

#### Поражения (5)
| №  | Дата            | Турнир                  | Покрытие   | Партнёр          | Соперники в финале               | Счёт           |
| 1. | 6 сентября 2009 | Лондон, Великобритания  | Хард       | Мэттью Бруклин   | Ричард Блумфилд Барри Фалчер     | 6-3 3-6 [4-10] |
| 2. | 8 ноября 2009   | Шарлотсвилл, США        | Хард (зал) | Райлан Рицца     | Андреас Сильестрём Мартин Эммрих | 4-6 6-3 [9-11] |
| 3. | 24 января 2010  | Шеффилд, Великобритания | Хард (зал) | Крис Итон        | Оливье Шарруа Андис Юшка         | 2-6 4-6        |
| 4. | 29 января 2012  | Хайльбронн, Германия    | Хард (зал) | Трет Конрад Хьюи | Юхан Брунстрём Фредерик Нильсен  | 3-6 6-3 [6-10] |
| 5. | 17 марта 2013   | Даллас, США             | Хард       | Эрик Буторак     | Юрген Мельцер Филипп Пецшнер     | 3-6 1-6        |